# 뉴베리 (버크셔주)

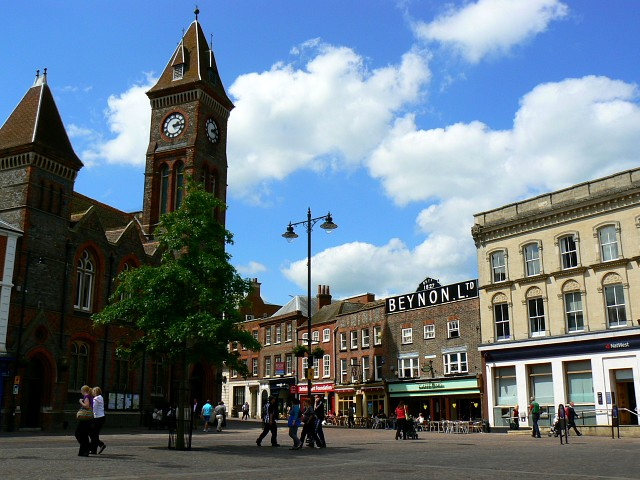
뉴베리

뉴베리(영어: Newbury)는 잉글랜드 버크셔주에 위치한 도시로 면적은 9.9km2, 인구는 31,331명(2011년 기준)이다. 옥스퍼드에서 남쪽으로 43km, 윈체스터에서 북쪽으로 40km, 스윈던에서 남동쪽으로 42km, 레딩에서 서쪽으로 31km 정도 떨어진 곳에 위치한다.